# Wspólnota administracyjna Saal an der Saale
Wspólnota administracyjna Saal an der Saale – wspólnota administracyjna (niem. Verwaltungsgemeinschaft) w Niemczech, w kraju związkowym Bawaria, w rejencji Dolna Frankonia, w regionie Main-Rhön, w powiecie Rhön-Grabfeld. Siedziba wspólnoty znajduje się w miejscowości Saal an der Saale, a jej przewodniczącym jest Emil Sebald.
Wspólnota administracyjna zrzesza jedną gminę targową (Markt) oraz dwie gminy wiejskie (Gemeinde):
- Großeibstadt, 1 148 mieszkańców, 16,64 km²
- Saal an der Saale,gmina targowa, 1 469 mieszkańców, 21,57 km²
- Wülfershausen an der Saale, 1 464 mieszkańców, 18,12 km²